# Orbea araysiana
Orbea araysiana är en oleanderväxtart som först beskrevs av John Jacob Lavranos och Bilaidi, och fick sitt nu gällande namn av P.V. Bruyns. Orbea araysiana ingår i släktet Orbea och familjen oleanderväxter. Inga underarter finns listade i Catalogue of Life.